# Ernst Winter (Politiker, 1958)
Ernst Winter (* 24. Juli 1958 in Röschitz) ist ein österreichischer Politiker (SPÖ), Kfz-Mechaniker und Bundesbeamter. Er war von 1994 bis 2008 Mitglied des Österreichischen Bundesrates und von 2005 bis 2008 Schriftführer des Bundesrates.

## Ausbildung und Beruf
Winter besuchte nach der Volksschule eine Hauptschule und erlernte ab 1973 den Beruf des Kfz-Mechanikers, wobei er die Berufsschule absolvierte und 1977 seine Lehre erfolgreich abschloss. Er leistete im Jahr 1977 seinen Präsenzdienst ab und arbeitete von 1977 bis 1980 in seinem erlernten Beruf als Kfz-Mechaniker. Er trat danach 1981 als Beamter in den Dienst der Präsidentschaftskanzlei und legte 1984 die Beamtenaufstiegsprüfung ab.

## Politik und Funktionen
Ernst Winter wurde am 10. November 1994 Mitglied des Österreichischen Bundesrates, wobei er für dieses Amt von der Sozialistischen Partei Niederösterreichs nominiert worden war. Er gehörte dem Bundesrat in der Folge bis zum 9. April 2008 an. Nach der schweren Niederlage der SPÖ bei der Landtagswahl 2008 verlor Ernst Winter sein Mandat als Mitglied des Bundesrates. Er war während seiner Zeit im Bundesrat unter anderem von 2005 bis 2008 Vorsitzender im Ausschuss für Sportangelegenheiten und fungierte als stellvertretender Ausschussvorsitzender im Unvereinbarkeitsausschuss, im Ausschuss für innere Angelegenheiten und im Ausschuss für Verfassung und Föderalismus. Des Weiteren war er Schriftführer im Ausschuss für Wissenschaft und Forschung, im EU-Ausschuss des Bundesrates und im Ausschuss für innere Angelegenheiten.
Lokalpolitisch ist Winter seit 1990 aktiv, wobei er lange Zeit die SPÖ als geschäftsführendes Mitglied des Gemeinderates der Marktgemeinde Röschitz vertrat. Nach der Gemeinderatswahl im Jahr 2012 wurde Winter neuerlich zum Mitglied des Gemeinderats angelobt. Er wurde innerparteilich 1986 zum Mitglied des Bezirksparteivorstandes der SPÖ Horn gewählt und war ab 1993 Bezirksparteivorsitzender der SPÖ Horn. Des Weiteren war er ab 1993 Mitglied des Landesparteipräsidiums der SPÖ Niederösterreich und ab 1991 Vorsitzender des Sozialdemokratischen Gemeindevertreterverbandes im Bezirk Horn.

## Auszeichnungen
- Silberne Medaille für Verdienste um die Republik Österreich
- Großes Silbernes Ehrenzeichen für Verdienste um die Republik Österreich
- Jordanischer Unabhängigkeitsorden